# Irena Pátková
Irena Pátková (* um 1945, geborene Irena Červenková) ist eine tschechische Badmintonspielerin. Der Badmintonspieler Alois Patěk ist ihr Ehemann.

## Karriere
Irena Pátková wurde 1965 erstmals nationale Meisterin in der Tschechoslowakei, wobei sie sowohl im Damendoppel als auch im Dameneinzel erfolgreich war. Elf weitere Titelgewinne folgten bis 1973. Außerhalb ihrer Heimat siegte sie 1967 bei den Slovenian International.

## Sportliche Erfolge
| Saison | Veranstaltung                             | Disziplin   | Platz | Name                                 |
| ------ | ----------------------------------------- | ----------- | ----- | ------------------------------------ |
| 1965   | Tschechoslowakische Einzelmeisterschaften | Dameneinzel | 1     | Irena Červenková                     |
| 1965   | Tschechoslowakische Einzelmeisterschaften | Damendoppel | 1     | Irena Červenková / Jiřina Krappelová |
| 1966   | Tschechoslowakische Einzelmeisterschaften | Dameneinzel | 1     | Irena Červenková                     |
| 1966   | Tschechoslowakische Einzelmeisterschaften | Damendoppel | 1     | Irena Červenková / Vera Peřinová     |
| 1967   | Slovenia International                    | Dameneinzel | 1     | Irena Červenková                     |
| 1967   | Tschechoslowakische Einzelmeisterschaften | Damendoppel | 1     | Irena Červenková / Vera Peřinová     |
| 1969   | Tschechoslowakische Einzelmeisterschaften | Damendoppel | 1     | Irena Pátková / Vera Peřinová        |
| 1970   | Tschechoslowakische Einzelmeisterschaften | Dameneinzel | 1     | Irena Pátková                        |
| 1970   | Tschechoslowakische Einzelmeisterschaften | Damendoppel | 1     | Irena Pátková / Danuše Povolná       |
| 1971   | Tschechoslowakische Einzelmeisterschaften | Dameneinzel | 1     | Irena Pátková                        |
| 1972   | Tschechoslowakische Einzelmeisterschaften | Dameneinzel | 1     | Irena Pátková                        |
| 1972   | Tschechoslowakische Einzelmeisterschaften | Damendoppel | 1     | Irena Pátková / Jaroslava Krahulcová |
| 1973   | Tschechoslowakische Einzelmeisterschaften | Mixed       | 1     | Zbyněk Schwarz / Irena Pátková       |
| 1973   | Tschechoslowakische Einzelmeisterschaften | Damendoppel | 1     | Irena Pátková / Jaroslava Krahulcová |